# Pleret (Panjatan)
Pleret is een bestuurslaag in het regentschap Kulon Progo van de provincie Jogjakarta, Indonesië. Pleret telt 4206 inwoners (volkstelling 2010).